# Jacques Cartier
Jacques Cartier, eller som han var døbt: Jakez Karter, (født 31. december 1491, død 1. september 1557) var en fransk sømand og opdagelsesrejsende, der opdagede Canada. Han udforskede Saint Lawrence-floden og navngav byen Montreal. Cartier blev født i Saint-Malo (bretonsk: Sant-Maloù) på Bretagnes nordkyst. Byen var på den tid en af Frankrigs største søfartsbyer, hvorfra der blev drevet kapervirksomhed rettet mod britiske skibe.
Hans forældre Jamet Cartier og Geseline Jansart blev gift i 1428. Jacques var nummer to ud af de fem søskende. Jacques giftede sig i 1519 som 29- årig gift med Marie Katherine des Granches, datter af Chevalier Honoré de Granches, der var øverstbefalende i St. Malo. På vielsesattesten stod der, at Jacques havde rang af overstyrmand i St. Malo. Hans ægteskab med Katherine var barnløst.
Cartier må have gennemført rejsen over Atlanten, inden han trådte ind i historien som kongelig udsendt. I hans notater om majsmarker i egnen omkring Quebec kan man se, at han har været rejst i Sydamerika, idet han sammenligner majsmarkerne med et lignende sted i Brasilien. Desuden har han muligvis medbragt en brasiliansk pige med sig til hjemmet, idet der blev døbt en pige i 1528 ved navn Catherine of Brezil, for hvem Cartiers kone stod gudmor. 

## Den første rejse
I 1534, to år efter at hertugdømmet Bretagne var kommet i personalunion med Frankrig, blev Cartier udsendt af den franske konge, Frans 1. for at søge efter guld og en vestlig søvej til Indien. På den tid troede man, det var muligt at finde en brugbar søvej til orienten, den såkaldte Nordvestpassage. 10 år tidligere sendte Frans 1. Giovanni da Verrazzano på en lignende tur, som Cartier muligvis deltog i.
Cartier gik først i land på halvøen la Gaspésie. Her rejste han et trækors  der i 1934 blev udskiftet med et kors af granit til minde om hans ankomst og opdagelse af Canada.  På la Gaspésie mødte Cartier og hans folk en venligtsindet indianerstamme ledet af en høvding ved navn Donnaconas. Indianerstammen der var (Irokesere) og var på fisketur på øen kaldte deres landsdel for "Kanata" der også bruges om en by. Dette ord var muligvis inspirationen til at Cartier begyndte at kalde landet for Canada. At det skulle give navn til et så stort område som det nuværende Canada har han nok ikke tænkt på. 
- Første rejse 1534.
- Anden rejse 1535-36.

Han udforskede dele af det nuværende Newfoundland og østkysten af Canada, hvor han hørte rygter om en flod (Saint Lawrencefloden), som han troede var Nordvestpassagen. På denne rejse bortførte han høvding Donnaconas sønner, Domagaya og Taignoagny, og tog dem med sig tilbage til Frankrig.

## Den anden rejse
Cartier tog ud på en ny rejse den 19. maj 1535 med tre skibe, 110 mænd og de bortførte drenge, som blev afleveret til forældrene. På denne rejse sejlede han op langs Saint Lawrence-floden til Huronlandsbyerne Stadacona. der ligger omtrent, hvor det nuværende Quebéc ligger, og Hochelaga (Montreal). Her hørte han om et land længere mod nord, Sagyenay, som skulle være fyldt med guld.

## Den tredje rejse
23. maj 1541 stævnede Cartier ud fra Saint-Malo på sin tredje rejse, denne gang i søgen efter Saguenay. Han nåede dog aldrig længere end til Hochelaga, hvor han måtte overvintre. Besætningen blev så hårdt ramt af skørbug, at der til sidst kun var 10 mand tilbage til at pleje de øvrige. Fra den oprindelige befolkning hørte Cartier, at et udtræk fra Almindelig Thuja var en effektiv kur mod sygdommen. Dette reddede folkene, og han vendte tilbage til Frankrig året efter og tilbragte resten af livet i Saint-Malo, hvor han døde i 1557.